# أنجليك كيربر
أنجليك كيربر (بالألمانية: Angelique Kerber) (مواليد 18 يناير 1988 في مدينة بريمن في ألمانيا الغربية). هي لاعبة كرة مضرب ألمانية تلعب باليد اليسرى بدأت مسيرتها كمحترفة سنة 2003، إحتلت المرتبة رقم 1 في تصنيف رابطة محترفات كرة المضرب عام 2016، وهو اعلى تصنيف لها، وبذلك تكون أعلى ألمانية بالتصنيف العالمي حالياً.

## السيرة الذاتية
ولدت أنجليك كيربر في مدينة بريمن الألمانية، من والدها سلافومير كيربر وأُمها بياتا، ولها أخت واحدة هي جيسيكا. وهي عائلة من ألمانيو بولندا. بدأت لعب كرة المضرب بالثالثة من عمرها، ثم إنضمت لمنافسات الناشئين. وتتحدث كيربر ثلاث لغات (الألمانية، والبولندية، والإنجليزية).

## مسيرتها

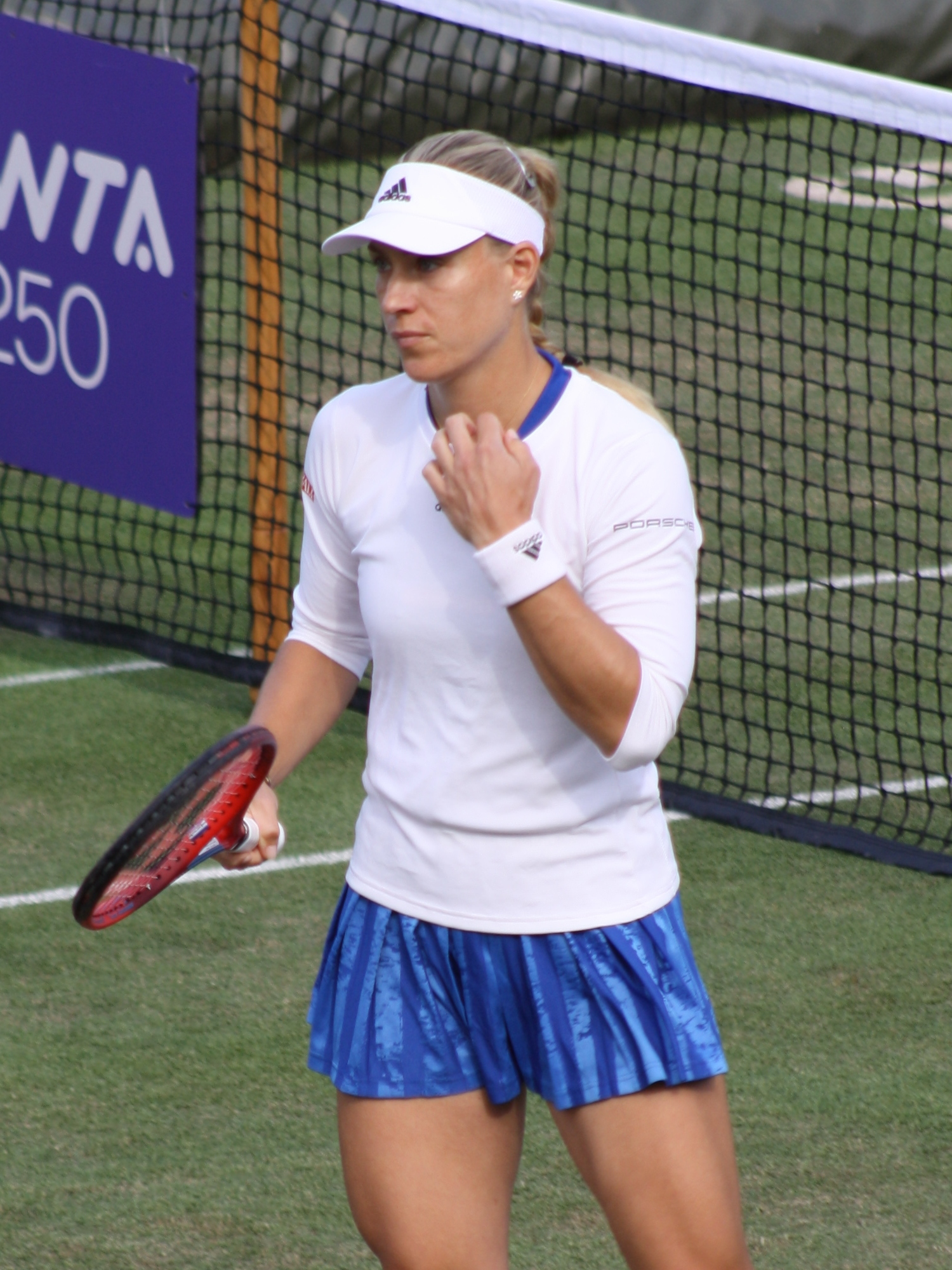
أنجليك كيربر في 2021

### لقب أميركا المفتوحة للتنس 2016
حصلت أنجليك كيربر في 2016 علي لقبين أولهما بطولة أستراليا المفتوحة لكرة المضرب بفوزها على الأميركية سيرينا ويليامز الأولى عالميا (6-4) و(3-6) و(6-4) 
والثاني لقب بطولة أميركا المفتوحة بفوزها على التشيكية كارولينا بلسكوفا، المصنفة العاشرة: (6 - 3)، و(4 - 6)، و(6 - 4).
في 2016 انتزعت  كيربر صدارة التنصيف العالمي من الأميركية سيرينا ويليامز لتصبح ثاني ألمانية تحصل على هذا الشرف، بعد شتيفي غراف. وأصبحت كيربر أيضًا أول ألمانية تتوج في فلاشينغ ميدوز، بعد غراف في عام 1996.

### لقب بطولة ويمبلدون 2018
حصلت أنجليك كيربر على لقب بطولة ويمبلدون للتنس بعد تغلبها علي حساب الأمريكية سيرينا وليامز بمجموعتين متتاليتين، وبنتيجة واحدة: (6-3) و(6-3)، في المباراة النهائية ويعد هذا اللقب الثالث لها ضمن سلسلة البطولات الأربع الكبرى.

## أسلوب لعبها
تميزت كيربر بسبب سرعتها وخفة حركتها. وهي معروفة بأسلوب لعبها المضاد ، حيث تحاول إيقاع اللاعبين الأكثر عدوانية في الخطأ وكسب النقاط منهم بسهولة نسبية. تتمتع كيربر بضربات أرضية قوية. تعتبر يدها الأمامية على نطاق واسع أخطر سلاح لها ، مع قدرتها على ضرب ضربات قوية وسريعة. تشتهر كيربر بضربها الخلفي من وضع القرفصاء ، مما يسمح لها بتوليد قوة كبيرة وخلق زوايا حادة في الملعب. وهي عرضة بشدة للهجوم ، مما يعني أنها نادرا ما تفوز بأكثر من 50 في المائة من نقاط الإرسال الثانية.

## مدربيها
تدرب كيربر في الماضي علي يد توربين بيلتز (2003-2004 ، 2011—2013 ، 2015—2017)، فيم فيسيت (نوفمبر 2017 - أكتوبر 2018) ، و راينر شوتلر
(نوفمبر 2018 - يوليو 2019). مدربها الحالي هو ديتر كيندلمان (نوفمبر 2019—).

## وصلات خارجية
- أنجليك كيربر على موقع رابطة محترفات التنس (الإنجليزية)
- أنجليك كيربر على موقع الاتحاد الدولي لكرة المضرب (الإنجليزية)
- أنجليك كيربر على موقع كأس بيلي جين كينغ (الإنجليزية)
- أنجليك كيربر على موقع بطولة ويمبلدون (الإنجليزية)
- أنجليك كيربر على موقع خلاصة التنس.كوم (الإنجليزية)
- أنجليك كيربر على موقع إي إس بي إن.كوم (الإنجليزية)
- أنجليك كيربر على موقع اللجنة الأولمبية الدولية (الإنجليزية)
- أنجليك كيربر على موقع أوليمبيديا (الإنجليزية)
- أنجليك كيربر على موقع اللجنة الأولمبية الألمانية (الألمانية)

- صفحة أنجليك كيربر في موقع رابطة محترفات كرة المضرب (WTA).